# Трифонівка
Три́фонівка — село в Україні, у Великоолександрівській селищній громаді Бериславського району Херсонської області. Населення становить 812 осіб.

## Населення

### Мовний склад
Рідна мова населення за даними перепису 2001 року:
| Мова       | Чисельність, осіб | Доля     |
| ---------- | ----------------- | -------- |
| Українська | 788               | 97,04 %  |
| Російська  | 13                | 1,60 %   |
| Інше       | 11                | 1,36 %   |
| Разом      | 812               | 100,00 % |

## Історія
Село засноване 1863 року. Станом на 1886 рік в селі Олександрівської волості мешкало 1467 осіб, налічувалось 306 дворів, православна церква, школа, лавка.
Під час організованого радянською владою Голодомору 1932—1933 років померло щонайменше 46 жителів села.
У вересні 2017 року в селі почала діяти Трифонівська сонячна електростанція потужністю 10 МВт.
12 червня 2020 року, відповідно до розпорядження Кабінету Міністрів України № 726-р «Про визначення адміністративних центрів та затвердження територій територіальних громад Херсонської області», Великоолександрівська селищна рада об'єднана з Великоолександрівською селищною громадою.
19 липня 2020 року, в результаті адміністративно-територіальної реформи та ліквідації Великоолександрівського району, село увійшло до складу Бериславського району.

### Російське вторгнення в Україну (з 2022)
З початку широкомасштабного російського вторгнення в Україну село перебувало під російською окупацією.
6 жовтня 2022 року Збройні сили України звільнили село від російських загарбників у ході херсонського контрнаступу і над селом знову замайорів український прапор.